# 万里开源
北京万里开源软件有限公司成立于2000年10月，是一家开发数据库及Linux操作系统产品的企业。其在MySQL、TurboLinux的基础上开发了多个数据库及OS产品，并已应用于能源、通信、金融等行业。

## 发展历史
2000年10月，万里开源开始开发Linux操作系统，是中国最早从事Linux产品化的公司之一，其主要产品包括：Linux操作系统、物联网操作系统、Linux基础服务软件、虚拟化技术与云计算应用等。
2006年9月，开源数据库厂商MySQL公司与联合万里开源软件宣布，由两个公司共同组建的MySQL中国研发中心正式成立。
2015年3月，万里开源成为国家电网数据库合作伙伴。
2020年7月，万里开源预中标了中国移动OLTP数据库联合创新项目，投标报价941.5万元。